# Dicranoclista vandykei
Dicranoclista vandykei är en tvåvingeart som först beskrevs av Daniel William Coquillett 1894.  Dicranoclista vandykei ingår i släktet Dicranoclista och familjen svävflugor. Inga underarter finns listade i Catalogue of Life.